# Pjotr
Pjotr (Пётр, DIN-Transliteration Pëtr) ist ein russischer und belarussischer Vorname.

## Herkunft und Bedeutung
Der Name ist die russische und belarussische Form von Peter; Näheres siehe dort.

## Varianten
- Piotr (polnisch)

## Bekannte Namensträger

### Herrscher
- Pjotr I Weliki, deutsch Peter der Große (1672–1725), russischer Zar 1682–1725
- Pjotr II Alexejewitsch, deutsch Peter II. (1715–1730), Zar 1727–1730
- Pjotr III Fjodorowitsch, deutsch Peter III. (1728–1762), Zar 1762
- siehe auch Liste der Herrscher namens Peter

### Vorname
- Pjotr Alexandrowitsch Klimow (* 1970), russischer Komponist und Dichter
- Pjotr Alexandrowitsch Rumjanzew-Sadunaiski (1725–1796), Feldmarschall der russischen Armee
- Pjotr Alexejewitsch Bessonow (1828–1898), russischer Geschichtsforscher
- Pjotr Alexejewitsch Kropotkin (1842–1921), russischer Anarchist, Geograph und Schriftsteller
- Pjotr Andrejewitsch Abrassimow (1912–2009), Botschafter der UdSSR in der DDR
- Pjotr Andrejewitsch Wjasemski (1792–1878), russischer Schriftsteller
- Pjotr Arkadjewitsch Stolypin (1862–1911), russischer Staatsmann
- Pjotr Arsenjewitsch Romanowski (1892–1964), russischer Schachmeister
- Pjotr Demjanowitsch Uspenski (1878–1947), russischer, später in England wirkender esoterischer Schriftsteller
- Pjotr Grigorjewitsch Bolotnikow (1930–2013), sowjetischer Leichtathlet
- Pjotr Grigorjewitsch Kachowski (1797/99–1826), russischer Offizier und Revolutionär
- Pjotr Iljitsch Klimuk (* 1942), sowjetischer Kosmonaut belarussischer Nationalität
- Pjotr Iljitsch Tschaikowski (1840–1893), russischer Komponist
- Pjotr Iwanowitsch Bagration (1765–1812), russischer Feldherr georgischer Nationalität
- Pjotr Iwanowitsch Kafarow (1817–1878), russischer Archimandrit und Sinologe
- Pjotr Konstantinowitsch Leschtschenko (1898–1954), sowjetischer Chansonsänger
- Pjotr Leonidowitsch Kapiza (1894–1984), russischer Physiker
- Pjotr Matwejewitsch Apraxin (1659–1728), Generalleutnant der russischen Armee
- Pjotr Michailowitsch Stefanowski (1903–1976), sowjetischer Testpilot und Generalmajor
- Pjotr Nikolajewitsch Krasnow (1869–1947), Generalleutnant der zaristischen Armee zur Zeit der Oktoberrevolution 1917
- Pjotr Nikolajewitsch Lebedew (1866–1912), russischer Physiker
- Pjotr Nikolajewitsch Nesterow (1887–1914), russischer Pilot und Flugzeugkonstrukteur
- Pjotr Nikolajewitsch Wrangel (1878–1928), russischer General während des Russischen Bürgerkrieges
- Pjotr Pawlowitsch Jerschow (1815–1869), russischer Schriftsteller
- Pjotr Petrowitsch Sokalski (1832–1887), russischer Komponist und Musikwissenschaftler
- Pjotr Romanowitsch Bagration (1818–1876), russischer General und Gouverneur von Twer
- Pjotr Semjonowitsch Saltykow (1700–1773), russischer Feldmarschall
- Pjotr Semjonowitsch Wannowski (1822–1904), russischer Offizier und Staatsmann
- Pjotr Weniaminowitsch Swidler (* 1976), russischer Schachspieler